# امبرچای
امبرچای (به لاتین: Əmbərçay) یک منطقه مسکونی در جمهوری آذربایجان است که در شهرستان قاخ واقع شده است. امبرچای ۵۳۱ نفر جمعیت دارد.